# Paraparesia espástica familiar
A síndrome Strumpell-Lorrain (SSL; também grafada como Strumpell Lorraine), ou Paraparesia espástica familiar, é um grupo de doenças hereditárias, cuja principal característica é a rigidez progressiva e contração (espasticidade) nos membros inferiores, como resultado de uma lesão ou disfunção dos nervos.
SSL não é uma forma de paralisia cerebral, embora fisicamente possam aparecer e se comportarem da mesma forma como, por exemplo, diplegia espástica. As origens do SSL são fenômenos completamente diferentes de paralisia cerebral. Apesar disso, alguns dos mesmos medicamentos anti-espasticidade utilizados na paralisia cerebral espástica são por vezes usados para tentar tratar a sintomatologia do SSL.
A condição, por vezes, também afeta o nervo óptico e a retina do olho, faz com que a catarata, ataxia (falta de coordenação muscular), epilepsia, disfunção cognitiva, neuropatia periférica, e surdez. SSL é causada por defeitos nos mecanismos que transportam as proteínas e outras substâncias através da célula. Nervos longos são afetados porque eles têm que transportar material celular através de longas distâncias, e são particularmente sensíveis a defeitos de transporte celular.
A paraparesia espástica familiar foi descrita pela primeira vez em 1883 por Adolph Strümpell, neurologista alemão, e mais tarde foi descrita de forma mais ampla em 1888, por Maurice Lorrain, um médico francês.

## Neuropatologia
Esta síndrome ocorre de duas maneiras, dependendo de sua origem: a maneira "simples" e a forma "complicada". Na primeira, a paraplegia é isolada, e rigidez muscular afeta os membros inferiores, geralmente observados em crianças; na segunda, a síndrome está associada a outras doenças neurológicas, esta forma também pode produzir fala atrapalhada, visão e ouvido, por vezes acompanhada de retardo mental.
Até o momento, não há nenhum tratamento curativo para a doença, no entanto podem ser receitados medicamentos para acalmar os sintomas. Os mais comuns são medicamentos anti-espasticidade e sessões de reabilitação específicas.
A mais recente pesquisa genética permitiu contemplar mudar a velha maneira de classificar a doença como "simples" ou "complicada", e mais de 30 genes para as diferentes manifestações da doença foram detectados.
A forma mais comum (40%) casos de paraparesia espástica familiar autossômica dominante (que por sua vez é a forma mais comum de transmissão (mais de 50 %)) é devida à mutação do gene SPG4 (SPASTINA). Esta descoberta é de 2000 e é devida ao Dr. Jamile Hazan e ao Dr. Jean Weisenbach Genethon (França).
Mais recentemente, em 2001, o Dr. John K. Fink , da Universidade de Michigan (EUA) descobriram a razão de dois outros genes (SPG3 Atlastina) e SPG6 (NIPA1) também relacionados com a doença na forma autossômica dominante.

## Epidemiologia
Em todo o mundo, a prevalência de todas as paraplegias espásticas hereditárias combinadas é estimada que seja de 2 a 6 em 100.000 pessoas. Um estudo norueguês com mais de 2,5 milhões de pessoas publicado em março de 2009 encontrou uma taxa de prevalência de SSL em 7.4/100,000 pessoas - uma taxa mais elevada, mas na mesma faixa que estudos anteriores. Não se encontraram diferenças na taxa relativa a gênero, e a idade média de início foi de 24 anos. Nos Estados Unidos, síndrome Strumpell-Lorrain é listada como uma "doença rara" pelo Escritório de Doenças Raras (EDR) dos Institutos Nacionais da Saúde, o que significa que a doença afeta menos de 200.000 pessoas na população dos Estados Unidos.